# Campeonato Nacional de Basquete Masculino
O Campeonato Nacional de Basquete foi a segunda competição nacional de basquete masculino do país, sucedendo a Taça Brasil. A competição teve sua primeira edição em 1990 e a última em 2008, quando deu lugar ao Novo Basquete Brasil.
Assim como ocorreu na Taça Brasil, as equipes de São Paulo dominaram a competição, vencendo a maioria das edições do torneio, com a equipe de Franca sendo a maior vencedora do torneio com seis títulos.
Entre 1997 e 2004 algumas vagas para o Campeonato Nacional foram decididas pela Supercopa Brasil de Basquete. Não havia sistema de promoção e rebaixamento.
A última edição, em 2008, foi marcada pelo boicote de sete equipes paulistas, que formaram uma competição paralela, a Supercopa de Basquete. Em agosto desse mesmo ano, foi fundada por 20 clubes a Liga Nacional de Basquete, que passou a organizar o Novo Basquete Brasil em substituição ao Campeonato Nacional de Basquete.

## Títulos

### Por equipe
| Clube                       | Títulos                                 | Vices                | 3º lugar        | 4º lugar                    |
| --------------------------- | --------------------------------------- | -------------------- | --------------- | --------------------------- |
| Franca                      | 6 (1990, 1991, 1993, 1997, 1998 e 1999) | 2 (1994 e 2007)      | 1 (1992)        | 4 (1995, 1996, 2000 e 2001) |
| Vasco da Gama               | 2 (2000 e 2001)                         | 1 (1999)             | 2 (1998 e 2002) | 0                           |
| Rio Claro                   | 2 (1992 e 1995)                         | 0                    | 2 (1994 e 1996) | 3 (1991, 1993 e 1998)       |
| Unitri/Uberlândia           | 1 (2004)                                | 2 (2003 e 2005)      | 2 (2000 e 2007) | 0                           |
| COC/Ribeirão Preto          | 1 (2003)                                | 2 (1998 e 2001)      | 1 (2005)        | 1 (2002)                    |
| Corinthians-RS              | 1 (1994)                                | 2 (1996 e 1997)      | 1 (1991)        | 0                           |
| Flamengo                    | 1 (2008)                                | 2 (2000 e 2004)      | 0               | 0                           |
| Lobos Brasília              | 1 (2007)                                | 1 (2008)             | 0               | 1 (2005)                    |
| Corinthians                 | 1 (1996)                                | 0                    | 1 (1997)        | 1 (2004[a])                 |
| Bauru                       | 1 (2002)                                | 0                    | 0               | 1 (1999)                    |
| Telemar/Rio de Janeiro      | 1 (2005)                                | 0                    | 0               | 0                           |
| Ipê                         | 0                                       | 3 (1991,1992 e 1993) | 1 (1995)        | 1 (1994)                    |
| Lwart/Lwarcel               | 0                                       | 1 (1990)             | 0               | 0                           |
| Dharma/Yara/Franca          | 0                                       | 1 (1995)             | 0               | 0                           |
| Araraquara                  | 0                                       | 1 (2002)             | 0               | 0                           |
| Minas                       | 0                                       | 0                    | 2 (2003 e 2008) | 1 (2007)                    |
| Monte Líbano                | 0                                       | 0                    | 2 (1990 e 1993) | 0                           |
| Universo/Ajax               | 0                                       | 0                    | 1 (2004)        | 1 (2003)                    |
| Mackenzie/Microcamp/Barueri | 0                                       | 0                    | 1 (1999)        | 0                           |
| Botafogo                    | 0                                       | 0                    | 1 (2001)        | 0                           |
| Mogi das Cruzes             | 0                                       | 0                    | 0               | 2 (1997 e 2004[a])          |
| Pirelli                     | 0                                       | 0                    | 0               | 1 (1990)                    |
| Report/Suzano               | 0                                       | 0                    | 0               | 1 (1992)                    |
| Joinville BA                | 0                                       | 0                    | 0               | 1 (2008)                    |

- a  O Mogi das Cruzes e o SC Corinthians Paulista firmaram uma parceria e disputaram duas edições do Campeonato Nacional em conjunto (2004 e 2005).

### Por federação
| Estado            | Títulos | Vices | 3º lugar | 4º lugar |
| ----------------- | ------- | ----- | -------- | -------- |
| São Paulo         | 11      | 10    | 9        | 14       |
| Rio de Janeiro    | 4       | 3     | 3        | 0        |
| Minas Gerais      | 1       | 2     | 4        | 1        |
| Rio Grande do Sul | 1       | 2     | 1        | 0        |
| Distrito Federal  | 1       | 1     | 0        | 1        |
| Goiás             | 0       | 0     | 1        | 1        |
| Santa Catarina    | 0       | 0     | 0        | 1        |

## Maior quantidade de participações
| Participações | Equipe                                       |
| ------------- | -------------------------------------------- |
| 18            | Franca                                       |
| 16            | Minas                                        |
| 14            | Flamengo                                     |
| 11            | Corinthians-RS                               |
| 10            | COC/Ribeirão Preto Mogi das Cruzes Rio Claro |
| 9             | Londrina Unitri/Uberlândia                   |
| 8             | Vasco da Gama Ginástico                      |
| 7             | Palmeiras                                    |

## Melhores do campeonato
Foram consideradas as maiores médias em cada quesito e não o valor total.
| Edição        |                | Assistência                  |                | Roubo de bola                               |                | Cestinha                                    |        | Toco                              |                | Reboteiro                            |
| ------------- | -------------- | ---------------------------- | -------------- | ------------------------------------------- | -------------- | ------------------------------------------- | ------ | --------------------------------- | -------------- | ------------------------------------ |
| 1996 Detalhes | Brasil         | Maury (Guaru)                | Brasil         | Demétrius (Franca)                          | Brasil         | Rogério Klafke (Franca)                     | Brasil | Oscar Schmidt (Corinthians)       | Brasil         | Caio Silveira (Nosso Clube-Limeira)  |
| 1997 Detalhes | Estados Unidos | Marc Brown (Corinthians-RS)  | Brasil         | Luiz Felipe (ABAJ-Joinville)                | Brasil         | Oscar Schimdt (Corinthians)                 | Brasil | Pipoka (Mogi das Cruzes)          | Brasil         | Josuel (COC/Ribeirão Preto)          |
| 1998 Detalhes | Brasil         | Demétrius (Franca)           | Estados Unidos | Ernest Patterson (Palmeiras)                | Brasil         | Oscar Schimdt (Bandeirantes/Barueri)        | Brasil | Pipoka (Mogi das Cruzes)          | Estados Unidos | Leon Jones (Palmeiras)               |
| 1999 Detalhes | Brasil         | Maury (Guaru)                | Brasil         | Marcelinho Machado (Botafogo)               | Brasil         | Oscar Schimdt (Mackenzie/Microcamp/Barueri) | Brasil | Pipoka (Flamengo)                 | Brasil         | Josuel (Mackenzie/Microcamp/Barueri) |
| 2000 Detalhes | Brasil         | Maury (Bauru)                | Brasil         | Demétrius (Vasco)                           | Brasil         | Oscar Schimdt (Flamengo)                    | Brasil | Alírio (Mogi das Cruzes)          | Brasil         | Gastão (Casa Branca)                 |
| 2001 Detalhes | Brasil         | Álvaro Reis (Unisanta)       | Brasil         | Fulvio (Casa Branca)                        | Brasil         | Oscar Schimdt (Flamengo)                    | Brasil | Marcionílio (Universo/Ajax)       | Estados Unidos | Mike Higgins (Fluminense)            |
| 2002 Detalhes | Brasil         | Valtinho (Unit/Uberlândia)   | Brasil         | Demétrius (Minas)                           | Brasil         | Oscar Schimdt (Flamengo)                    | Brasil | Alírio (Mogi das Cruzes)          | Brasil         | Janjão (Flamengo)                    |
| 2003 Detalhes | Argentina      | Daniel Farabello (Vasco)     | Brasil         | Valtinho (Unit/Uberlândia)                  | Brasil         | Oscar Schimdt (Flamengo)                    | Brasil | Alírio (Mogi das Cruzes)          | Brasil         | Ricardo Probst (Londrina)            |
| 2004 Detalhes | Brasil         | Nezinho (COC/Ribeirão Preto) | Brasil         | Valtinho (Unit/Uberlândia)                  | Brasil         | Vanderlei Mazzuchini (Universo/Ajax)        | Brasil | Alírio (Corinthians/Mogi)         | Brasil         | Luís Fernando (Araraquara)           |
| 2005 Detalhes | Brasil         | Nezinho (COC/Ribeirão Preto) | Brasil         | Marcelinho Machado (Telemar/Rio de Janeiro) | Brasil         | Vanderlei Mazzuchini (Joinville BA)         | Brasil | Todão (Ulbra/Torres)              | Brasil         | Ricardo Probst (Paulistano)          |
| 2006 Detalhes | Brasil         | Nezinho (COC/Ribeirão Preto) | Brasil         | Demétrius (Franca)                          | Brasil         | Jefferson Willian (COC/Ribeirão Preto)      | Brasil | Murilo Becker (Franca)            | Brasil         | Paulão Prestes (COC/Ribeirão Preto)  |
| 2007 Detalhes | Argentina      | Facundo Sucatzky (Minas)     | Brasil         | Nezinho (Lobos Brasília)                    | Estados Unidos | Victor Thomas (Minas)                       | Brasil | Alírio (Lobos Brasília)           | Brasil         | Shilton (Joinville BA)               |
| 2008 Detalhes | Argentina      | Facundo Sucatzky (Minas)     | Brasil         | Duda Machado (Flamengo)                     | Brasil         | Marcelinho Machado (Flamengo)               | Brasil | Estevam Ferreira (Lobos Brasília) | Brasil         | Shilton (Joinville BA)               |

## Liga Nacional B
Durante dois anos foi realizada a Liga Nacional B, uma espécie de segunda divisão do Campeonato Brasileiro.
Os primeiros colocados da Liga B enfrentavam, em um playoff, os últimos colocados do Campeonato Nacional para decidir a vaga no campeonato da primeira divisão do ano seguinte. Devido a uma regra criada pela CBB, equipes paulistas da série B só poderiam jogar contra equipes do estado de São Paulo da série A.